# Mega Man X (gra komputerowa)
Mega Man X (jap. ロックマンX Rockman X) – komputerowa gra platformowa stworzona i wyprodukowana przez firmę Capcom na platformy SNES i DOS. Jest to pierwszy debiut gry z serii Mega Man, która została wydana w wersji 16-bitowej, a także pierwsza gra z serii Mega Man X.

## Fabuła
Akcja gry rozgrywa się w futurystycznej przyszłości w XXII wieku w roku „21XX”, sto lat po wydarzeniach z oryginalnych gier z serii Mega Man. Naukowiec oraz archeolog Dr. Cain odkrywa ruiny robotyki placówki badawczej, która kiedyś została wykonana przez legendarnego projektanta robota, Dr. Lighta. Wśród ruin, archeolog odnajduje dużą kapsułę, która zawierała zaawansowanego robota z poziomu ludzkiej inteligencji, emocji, a także wolnej woli. Na krótko przed swoją śmiercią, Dr. Light tworzy ulepszoną wersję robota, Mega Mana X. Obawiając się jednak, iż świat nie jest przygotowany na tak zaawansowaną technologię, postanowił ukryć swój wynalazek dla przyszłych pokoleń. Sto lat później, Mega Man X zostaje powołany do życia przez Dr. Caina i odtąd staje się jednym z Łowców Maverick. Główny bohater wyrusza w drogę i rozpoczyna bitwę z ośmioma Łowcami Maverick (Chill Penguin, Spark Mandrill, Armored Armadillo, Launch Octopus, Boomer Kuwanger, Sting Chameleon, Storm Eagle i Flame Mammoth), a pod koniec staje do walki ze Sigmą, który usiłuje przy wykorzystaniu armii Reploidów przejąć władzę nad światem.